# August Ludwig von Senarclens-Grancy

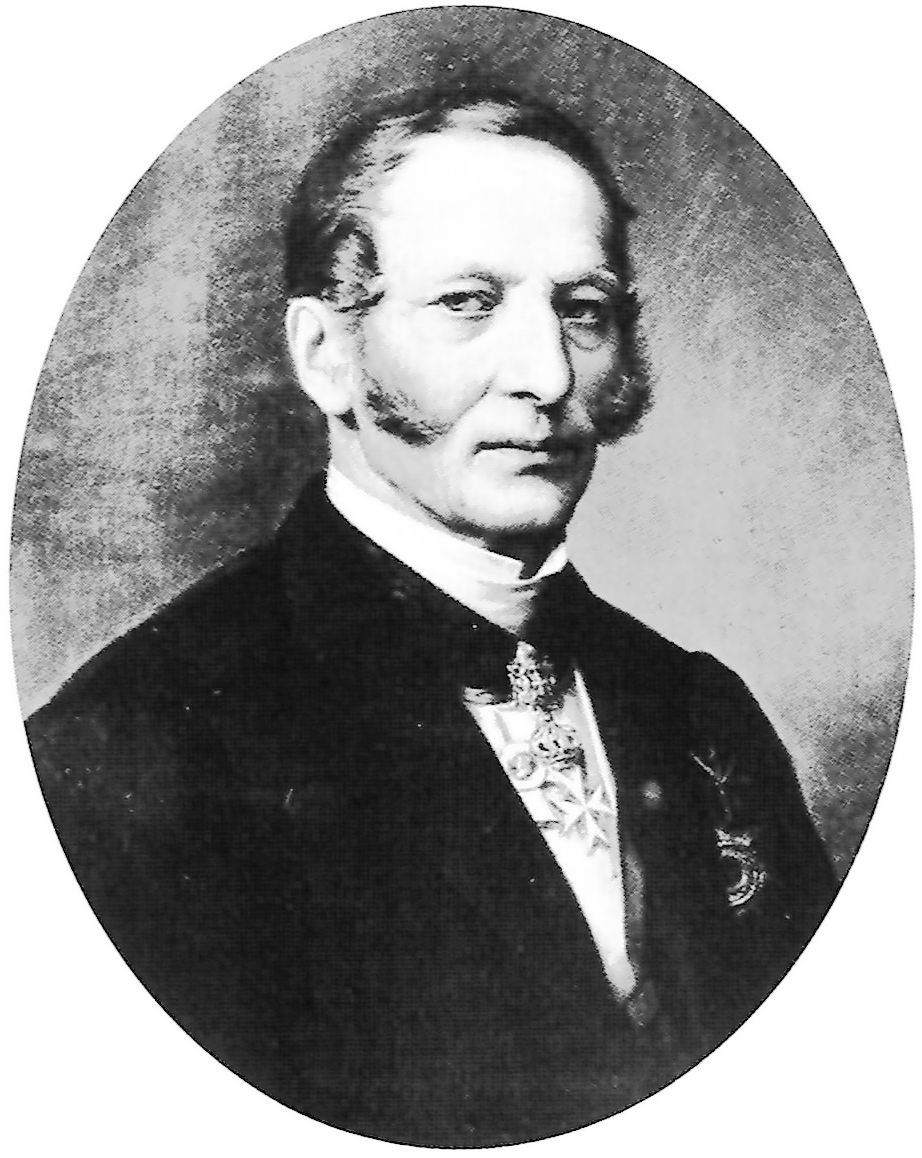
August von Senarclens de Grancy

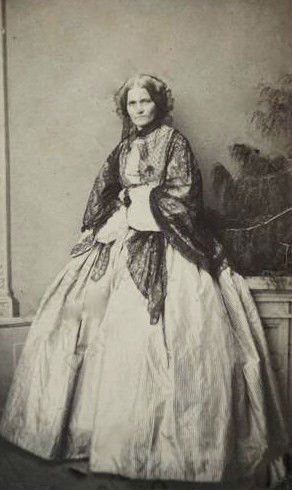
Luise von Senarclens-Grancy geb. von Otting und Fünfstetten (1810–1876)

August Ludwig Freiherr von Senarclens-Grancy (* 19. August 1794 in Schloss Etoy im Waadtland in der Französisch sprechenden Westschweiz als Auguste Louis de Senarclens-Grancy; † 3. Oktober 1871 im Schloss Heiligenberg; Jugenheim) war ein deutscher Offizier und Hofbeamter. Senarclens-Grancy gilt als möglicher außerehelicher Vater des Prinzen Alexander von Hessen-Darmstadt und damit als „illegitimer Ahnenherr“ des Hauses Battenberg/Mountbatten.

## Leben und Wirken
Senarclens-Grancy, der aus einem waadtländischen Uradelsgeschlecht stammte, war ein Sohn von César-Auguste de Senarclens-Grancy (1763–1836) und dessen Ehefrau Louise Marie de Loriol (1773–1836). Sein Bruder Adolf Wilhelm Ferdinand Heinrich von Senarclens-Grancy (1805–1863) war hessischer Diplomat. 
Er übernahm nach einer längeren militärischen Karriere, in der er es bis zum Generalmajor a la suite brachte, Ende der 1810er Jahre den Posten als Oberstallmeister und Reitlehrer der Großherzoglichen Prinzen. Nach 1830 folgte er seiner Geliebten Wilhelmine Luise von Baden, Großherzogin von Hessen und bei Rhein, und nahm seinen Wohnsitz im ehemaligen Pfarrhaus neben der Bergkirche unterhalb von Schloss Heiligenberg in Jugenheim bei Darmstadt.
Die Gattin des hessischen Souveräns, Großherzog Ludwig II. von Hessen und bei Rhein, lebte nach der Geburt ihrer beiden ersten Söhne, des Thronfolgers Ludwig III. und Prinz Karl von Hessen-Darmstadt, getrennt von ihrem Gatten. Aus diesem Umstand, und aufgrund der historisch verbürgten Liaison, die sie in einer Art zweiter Ehe führte, wird Senarclens-Grancy vielfach die Vaterschaft für Wilhelmine Luises dritten Sohn, Alexander von Hessen-Darmstadt, den Begründer des Hauses Battenberg, zugeschrieben. Aus diesem Grund wird Senarclens-Grancy gelegentlich als „illegitimer Ahnherr des Hauses Battenberg“, zu dessen Nachkommen unter anderen Louis Mountbatten, 1. Earl Mountbatten of Burma, der britische Prinzgemahl Prinz Philip und König Charles III. gehören, gehandelt.
Zudem wird Senarclens-Grancy die uneheliche Vaterschaft für Wilhelmine Luises Töchter Elisabeth Karoline (1821–1826) und Marie (1824–1880), die spätere Gattin des Zaren Alexander II., zugeschrieben. Eine weitere Tochter starb 1822 kurz nach der Geburt.
Großherzogin Luise Wilhelmine starb am 27. Januar 1836. Danach heiratete Senarclens-Grancy eine Halbnichte des ersten bayerischen Königs, Gräfin Luise von Otting und Fünfstetten (1810–1876), Tochter von Karl Friedrich Stephan von Otting, Fünfstetten und Schönfeld, am 15. November 1836. Aus dieser Ehe gingen folgende Kinder hervor:
- Wilhelmine Marie (* 11. August 1837; † 22. November 1912), Oberhofmeisterin der Großherzogin
- Ludwig von Senarclens-Grancy (* 9. Juni 1839; † 2. Februar 1910) ⚭ 1870 Amalie Freiin von Löw zu Steinfurth (* 3. April 1852; † 7. August 1936), Direktor der Provinz Starkenburg des Großherzogtums Hessen
- Marie Wilhelmine (* 9. Juni 1840; † 6. Juli 1908) ⚭ 1871 Heinrich von Hesse (* 19. April 1827; † 12. März 1895), preußischer Generalmajor
- Heinrich Adolf Ludwig (* 31. Juli 1845), ging nach Java
- Albert Ludwig Friedrich (* 9. Februar 1847; † 20. Januar 1901), preußischer Generalmajor, Adjutant des Großherzogs ⚭ Barones Antoniette Wilhelmine de Senarclens de Grancy (* 12. Januar 1852; † Januar 1914)
- Constance Marie Wilhelmine (* 11. September 1852) ⚭ 1881 Karl von Oertzen (* 22. Januar 1844; † 9. November 1914)